# Brønderslev
Brønderslev är en tätort och stad som utgör centralort i Brønderslevs kommun i Region Nordjylland i norra Danmark, belägen cirka 25 kilometer norr om staden Ålborg. Tätorten hade 11 895 invånare 2012.
Brønderslev har järn- och maskinindustri, samt hantverks- och servicenäringar. Staden, som ursprungligen hette Vester Brønderslev, är en av Danmarks yngsta städer, med köpstadsrättigheter från 1921.

## Landmärken
Vester Brønderslevs kyrka (även kallad Brønderslevs gamla kyrka), uppförd omkring 1150, består av ett romanskt skepp, kor och absid. Brønderslevs kyrka uppfördes 1922 på grund av stadens nyvunna status som köpstad. Brønderslevs vattentorn, 15 meter högt, byggdes 1955 och är dekorerat av konstnären Otto Møller. Tornet är i dag utsiktstorn och öppet för allmänheten. I Brønderslev ligger även Hedelund, Danmarks största rhododendronpark, som grundades 1994 och har över 10 000 plantor fördelat på 130 olika arter.

## Bilder

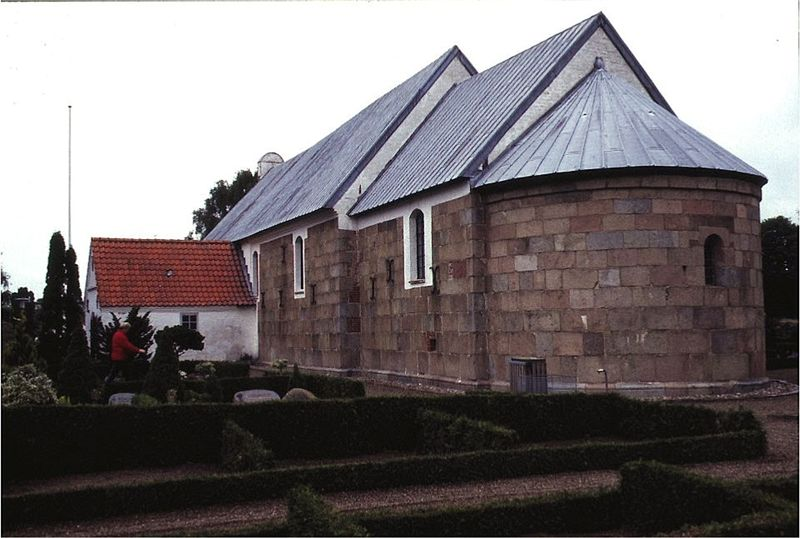
Brønderslevs gamla kyrka.
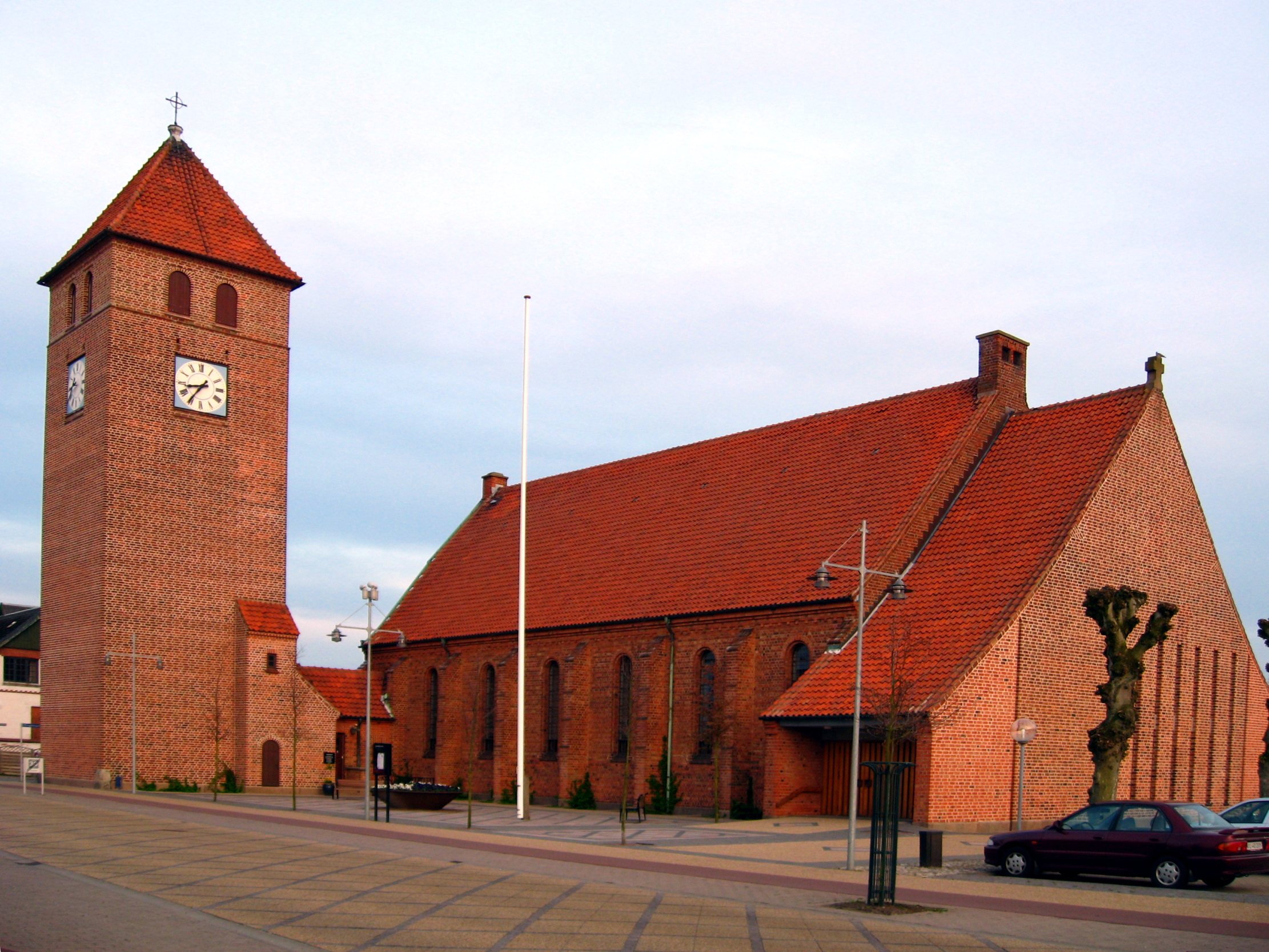
Brønderslevs nya kyrka.
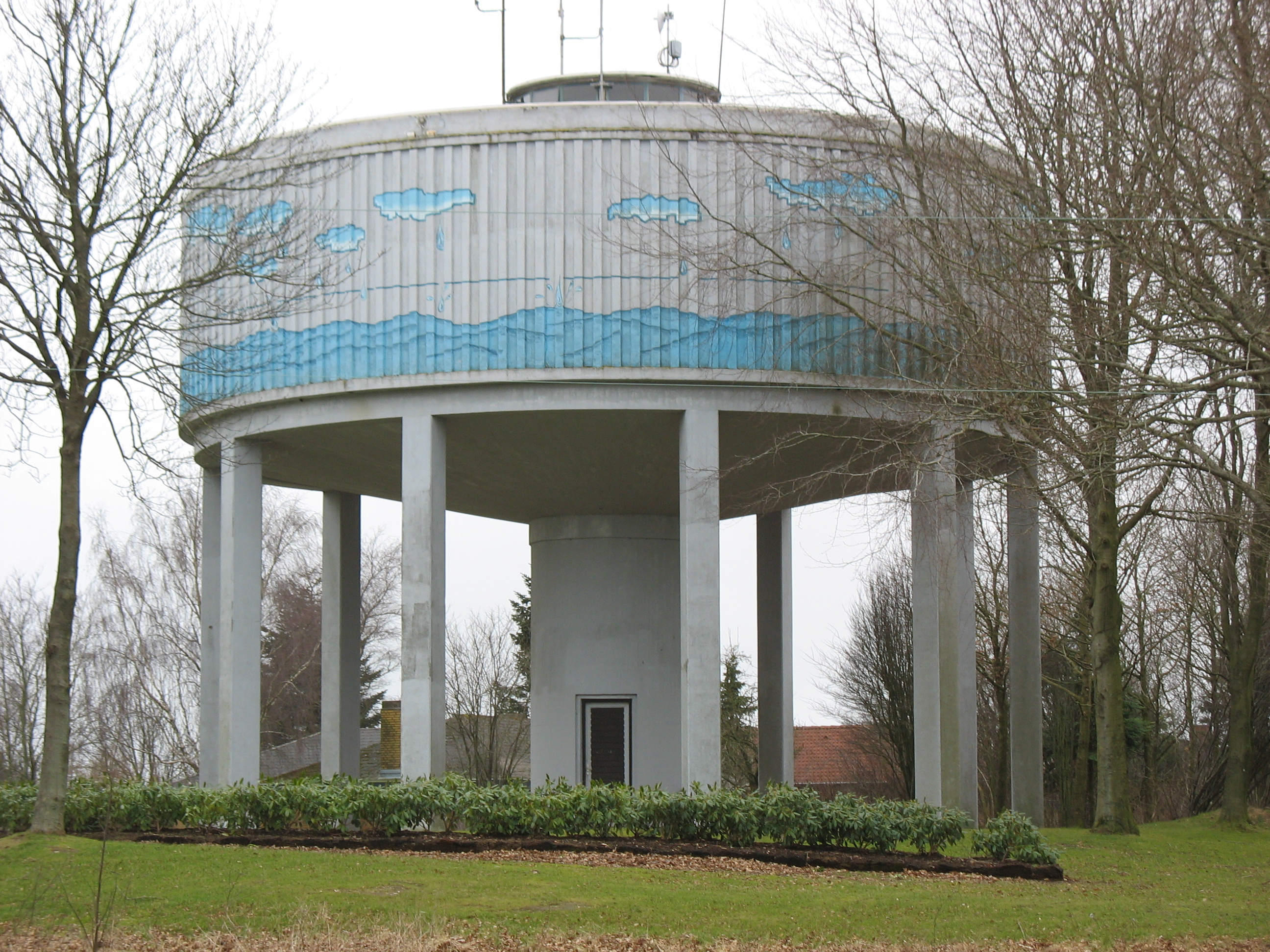
Vattentornet.